# Sean Dyche
Sean Mark Dyche (anglická výslovnost: [daɪtʃ]; * 28. června 1971 Kettering) je anglický profesionální fotbalový trenér a bývalý střední obránce. Naposledy vedl anglický klub Everton FC, a to od roku 2023 do 2025.

## Klubová kariéra
Během své hráčské kariéry hrál Dyche na pozici stopera. Je odchovancem Nottinghamu Forest, ale mezi profesionály debutoval v roce 1990 v dresu Chesterfieldu. Zde během svého sedmiletého angažmá získal kapitánskou pásku a skóroval v semifinále FA Cupu v roce 1997 proti Middlesbrough. Dále hrál za Bristol City, ze kterého hostoval v Luton Townu, a pak za Millwall, Watford a Northampton Town.

## Trenérská kariéra

### Watford
Po skončení své hráčské kariéry v roce 2007 se stal trenérem Watfordu do 18 let. V červnu 2009 se stal asistentem Malkyho Mackaye u A-týmu, kterého přesně o dva roky později nahradil na pozici hlavního trenéra. Po sezóně 2011/12, kterou Watford zakončil na 11. místě v EFL Championship, a změně majitele byl z klubu propuštěn.

### Burnley
V říjnu 2012 se stal hlavním trenérem Burnley, a to po odchodu Eddieho Howea, který odešel trénovat AFC Bournemouth. První sezónu zakončil Dyche na 11. místě v druhé nejvyšší soutěži, nicméně v sezóně 2013/14 dovedl tým k postupu do Premier League. Zde však Burnley vydrželo pouze jednu sezónu, když z 38 zápasů získali pouhých 33 bodů, a tak sestoupili zpátky do EFL Championship. V následující sezóně Burnley celou soutěž vyhrálo a postoupilo opět do nejvyšší soutěže.
V sezóně 2017/18 dotáhl Dyche Burnley až na 7. místo v lize, čímž zajistil týmu postup do evropských pohárů. Zde však Burnley vypadlo v play-off proti řeckému Olympiakosu. Po sestupu Bournemouthu a jejich manažera Eddieho Howeha na konci sezóny 2019/20 se Dyche stal nejdéle sloužícím trenérem v Premier League.
15. dubna 2022 byl Dyche z Burnley propuštěn,  8 zápasů před koncem sezóny, když Burnley bylo na sestupových příčkách. Dyche v klubu strávil téměř 10 let.

## Statistiky

### Hráčské
| Klub              | Sezóna  | Liga            | Liga   | Liga | FA Cup | FA Cup | EFLCup | EFLCup | Ostatní | Ostatní | Celkem | Celkem |
| Klub              | Sezóna  | Liga            | Zápasy | Góly | Zápasy | Góly   | Zápasy | Góly   | Zápasy  | Góly    | Zápasy | Góly   |
| ----------------- | ------- | --------------- | ------ | ---- | ------ | ------ | ------ | ------ | ------- | ------- | ------ | ------ |
| Nottingham Forest | 1989/90 | First Division  | 0      | 0    | 0      | 0      | 0      | 0      | —       | —       | 0      | 0      |
| Chesterfield      | 1989/90 | Fourth Division | 22     | 2    | —      | —      | —      | —      | 3       | 0       | 25     | 2      |
| Chesterfield      | 1990/91 | Fourth Division | 28     | 2    | 1      | 0      | 1      | 0      | 2       | 0       | 32     | 2      |
| Chesterfield      | 1991/92 | Fourth Division | 42     | 3    | 1      | 0      | 2      | 0      | 1       | 0       | 46     | 3      |
| Chesterfield      | 1992/93 | Third Division  | 20     | 1    | 0      | 0      | 0      | 0      | 2       | 0       | 22     | 1      |
| Chesterfield      | 1993/94 | Third Division  | 20     | 0    | 1      | 0      | 2      | 0      | 2       | 0       | 25     | 0      |
| Chesterfield      | 1994/95 | Third Division  | 22     | 0    | 2      | 0      | 0      | 0      | 3       | 0       | 27     | 0      |
| Chesterfield      | 1995/95 | Second Division | 41     | 0    | 2      | 0      | 2      | 0      | 3       | 0       | 48     | 0      |
| Chesterfield      | 1996/97 | Second Division | 36     | 0    | 6      | 1      | 2      | 0      | 0       | 0       | 44     | 1      |
| Chesterfield      | Celkem  | Celkem          | 231    | 8    | 13     | 1      | 9      | 0      | 16      | 0       | 269    | 9      |
| Bristol City      | 1997/98 | Second Division | 11     | 0    | 0      | 0      | 1      | 0      | 0       | 0       | 12     | 0      |
| Bristol City      | 1998/99 | First Division  | 6      | 0    | 0      | 0      | 2      | 0      | —       | —       | 8      | 0      |
| Bristol City      | Celkem  | Celkem          | 17     | 0    | 0      | 0      | 3      | 0      | 0       | 0       | 20     | 0      |
| Luton Town (loan) | 1998/99 | Second Division | 14     | 1    | —      | —      | —      | —      | 1       | 0       | 15     | 1      |
| Millwall          | 1999/00 | Second Division | 1      | 0    | 0      | 0      | 0      | 0      | 0       | 0       | 1      | 0      |
| Millwall          | 2000/01 | Second Division | 33     | 0    | 2      | 0      | 1      | 0      | 0       | 0       | 36     | 0      |
| Millwall          | 2001/02 | First Division  | 35     | 3    | 2      | 0      | 2      | 0      | —       | —       | 39     | 3      |
| Millwall          | Celkem  | Celkem          | 69     | 3    | 4      | 0      | 3      | 0      | 0       | 0       | 76     | 3      |
| Watford           | 2002/03 | First Division  | 24     | 0    | 0      | 0      | 1      | 0      | —       | —       | 25     | 0      |
| Watford           | 2003/04 | First Division  | 25     | 0    | 1      | 0      | 1      | 0      | —       | —       | 27     | 0      |
| Watford           | 2004/05 | Championship    | 23     | 0    | 0      | 0      | 3      | 0      | —       | —       | 26     | 0      |
| Watford           | Celkem  | Celkem          | 72     | 0    | 1      | 0      | 5      | 0      | —       | —       | 78     | 0      |
| Northampton Town  | 2005/06 | League Two      | 35     | 0    | 1      | 0      | 2      | 0      | 0       | 0       | 38     | 0      |
| Northampton Town  | 2006/07 | League One      | 21     | 0    | 2      | 0      | 1      | 0      | 0       | 0       | 24     | 0      |
| Northampton Town  | Celkem  | Celkem          | 56     | 0    | 3      | 0      | 3      | 0      | 0       | 0       | 62     | 0      |
| Celkem            | Celkem  | Celkem          | 459    | 12   | 21     | 1      | 23     | 0      | 17      | 0       | 520    | 13     |

### Trenérské
K 10. dubnu 2022
| Klub    | Od              | Do               | Statistiky | Statistiky | Statistiky | Statistiky | Statistiky | Ref.   |
| Klub    | Od              | Do               | Zápasy     | Výhry      | Remízy     | Prohry     | Výhry %    | Ref.   |
| ------- | --------------- | ---------------- | ---------- | ---------- | ---------- | ---------- | ---------- | ------ |
| Watford | 21. června 2011 | 6. července 2012 | 49         | 17         | 17         | 15         | 34,69      | [ 14 ] |
| Burnley | 30. října 2012  | 15. dubna 2022   | 425        | 149        | 118        | 158        | 35,05      | [ 14 ] |
| Celkem  | Celkem          | Celkem           | 474        | 166        | 135        | 173        | 35,02      |        |